# Camptocarpus decaryi
Camptocarpus decaryi là một loài thực vật có hoa trong họ La bố ma. Loài này được (Choux) Venter mô tả khoa học đầu tiên năm 1997.